# Tennis ai Giochi della VII Olimpiade - Doppio maschile
Il torneo di doppio maschile fu uno dei sei eventi di tennis disputatesi alla VII Olimpiade.

## Tabellone

### Fase finale
|  | Quarti di finale                         | Quarti di finale                         | Quarti di finale                         | Quarti di finale                 | Quarti di finale | Quarti di finale | Quarti di finale |  |  | Semifinali                       | Semifinali                       | Semifinali                       | Semifinali                | Semifinali                | Semifinali | Semifinali |   |   | Finale                           | Finale                          | Finale                          | Finale                      | Finale                      | Finale                      | Finale          |  |
|  |                                          |                                          |                                          |                                  |                  |                  |                  |  |  |                                  |                                  |                                  |                           |                           |            |            |   |   |                                  |                                 |                                 |                             |                             |                             |                 |  |
|  | François Blanchy Jacques Brugnon         | François Blanchy Jacques Brugnon         | François Blanchy Jacques Brugnon         | François Blanchy Jacques Brugnon | 6                | 6                | 6                |  |  |                                  |                                  |                                  |                           |                           |            |            |   |   |                                  |                                 |                                 |                             |                             |                             |                 |  |
|  | Conrad Langaard Jack Nielsen             | Conrad Langaard Jack Nielsen             | Conrad Langaard Jack Nielsen             | Conrad Langaard Jack Nielsen     | 1                | 1                | 3                |  |  | François Blanchy Jacques Brugnon | François Blanchy Jacques Brugnon | François Blanchy Jacques Brugnon | 4                         | 6                         | 3          | 1          |   |   |                                  |                                 |                                 |                             |                             |                             |                 |  |
|  | Ichiya Kumagae Seiichiro Kashio          | Ichiya Kumagae Seiichiro Kashio          | Ichiya Kumagae Seiichiro Kashio          | 6                                | 6                | 4                | 6                |  |  | Ichiya Kumagae Seiichiro Kashio  | Ichiya Kumagae Seiichiro Kashio  | Ichiya Kumagae Seiichiro Kashio  | 6                         | 4                         | 6          | 6          |   |   |                                  |                                 |                                 |                             |                             |                             |                 |  |
|  | Brian Norton Louis Raymond               | Brian Norton Louis Raymond               | Brian Norton Louis Raymond               | 3                                | 2                | 6                | 3                |  |  |                                  |                                  |                                  |                           |                           |            |            |   |   | Ichiya Kumagae Seiichiro Kashio  | Ichiya Kumagae Seiichiro Kashio | Ichiya Kumagae Seiichiro Kashio | 2                           | 7                           | 5                           | 5               |  |
|  | George Dodd Cecil Blackbeard             | George Dodd Cecil Blackbeard             | George Dodd Cecil Blackbeard             | 6                                | 4                | 4                | 5                |  |  |                                  |                                  | Noel Turnbull Max Woosnam        | Noel Turnbull Max Woosnam | Noel Turnbull Max Woosnam | 6          | 5          | 7 | 7 |                                  |                                 |                                 |                             |                             |                             |                 |  |
|  | Max Décugis Pierre Albarran              | Max Décugis Pierre Albarran              | Max Décugis Pierre Albarran              | 3                                | 6                | 6                | 7                |  |  | Max Décugis Pierre Albarran      | Max Décugis Pierre Albarran      | Max Décugis Pierre Albarran      | 6                         | 4                         | 3          | 8          |   |   |                                  |                                 |                                 |                             |                             |                             |                 |  |
|  | Noel Turnbull Max Woosnam                | Noel Turnbull Max Woosnam                | Noel Turnbull Max Woosnam                | 6                                | 6                | 6                | 6                |  |  | Noel Turnbull Max Woosnam        | Noel Turnbull Max Woosnam        | Noel Turnbull Max Woosnam        | 4                         | 6                         | 6          | 10         |   |   |                                  |                                 |                                 |                             |                             |                             |                 |  |
|  | Giovanni Balbi di Robecco Cesare Colombo | Giovanni Balbi di Robecco Cesare Colombo | Giovanni Balbi di Robecco Cesare Colombo | 2                                | 8                | 1                | 3                |  |  |                                  |                                  |                                  |                           |                           |            |            |   |   | Finale 3º posto                  | Finale 3º posto                 | Finale 3º posto                 | Finale 3º posto             | Finale 3º posto             | Finale 3º posto             | Finale 3º posto |  |
|  |                                          |                                          |                                          |                                  |                  |                  |                  |  |  |                                  |                                  |                                  |                           |                           |            |            |   |   |                                  |                                 |                                 |                             |                             |                             |                 |  |
|  |                                          |                                          |                                          |                                  |                  |                  |                  |  |  |                                  |                                  |                                  |                           |                           |            |            |   |   | François Blanchy Jacques Brugnon |                                 |                                 |                             |                             |                             |                 |  |
|  |                                          |                                          |                                          |                                  |                  |                  |                  |  |  |                                  |                                  |                                  |                           |                           |            |            |   |   | Max Décugis Pierre Albarran      | Max Décugis Pierre Albarran     | Max Décugis Pierre Albarran     | Max Décugis Pierre Albarran | Max Décugis Pierre Albarran | Max Décugis Pierre Albarran | w/o             |  |

### Parte alta

#### Sezione 1
|  | Sedicesimi | Sedicesimi | Sedicesimi | Sedicesimi | Sedicesimi | Sedicesimi | Sedicesimi |  |  | Ottavi                            | Ottavi                            | Ottavi                            | Ottavi                            | Ottavi                       | Ottavi                       | Ottavi |   |   | Quarti                           | Quarti                           | Quarti                           | Quarti                           | Quarti | Quarti | Quarti |  |
|  |            |            |            |            |            |            |            |  |  |                                   |                                   |                                   |                                   |                              |                              |        |   |   |                                  |                                  |                                  |                                  |        |        |        |  |
|  |            |            |            |            |            |            |            |  |  | François Blanchy Jacques Brugnon  | François Blanchy Jacques Brugnon  | François Blanchy Jacques Brugnon  | François Blanchy Jacques Brugnon  | 6                            | 6                            | 6      |   |   |                                  |                                  |                                  |                                  |        |        |        |  |
|  |            |            |            |            |            |            |            |  |  | Jaroslav Just Bohuslav Hykš-Černý | Jaroslav Just Bohuslav Hykš-Černý | Jaroslav Just Bohuslav Hykš-Černý | Jaroslav Just Bohuslav Hykš-Černý | 1                            | 2                            | 4      |   |   |                                  |                                  |                                  |                                  |        |        |        |  |
|  |            |            |            |            |            |            |            |  |  |                                   |                                   |                                   |                                   |                              |                              |        |   |   | François Blanchy Jacques Brugnon | François Blanchy Jacques Brugnon | François Blanchy Jacques Brugnon | François Blanchy Jacques Brugnon | 6      | 6      | 6      |  |
|  |            |            |            |            |            |            |            |  |  |                                   |                                   | Conrad Langaard Jack Nielsen      | Conrad Langaard Jack Nielsen      | Conrad Langaard Jack Nielsen | Conrad Langaard Jack Nielsen | 1      | 1 | 3 |                                  |                                  |                                  |                                  |        |        |        |  |
|  |            |            |            |            |            |            |            |  |  | Conrad Langaard Jack Nielsen      | Conrad Langaard Jack Nielsen      | Conrad Langaard Jack Nielsen      | 6                                 | 6                            | 6                            | 6      |   |   |                                  |                                  |                                  |                                  |        |        |        |  |
|  |            |            |            |            |            |            |            |  |  | Henning Müller Olle Andersson     | Henning Müller Olle Andersson     | Henning Müller Olle Andersson     | 1                                 | 8                            | 1                            | 4      |   |   |                                  |                                  |                                  |                                  |        |        |        |  |

#### Sezione 2
|  | Sedicesimi                        | Sedicesimi                        | Sedicesimi                        | Sedicesimi                        | Sedicesimi | Sedicesimi | Sedicesimi |  |  | Ottavi                            | Ottavi                            | Ottavi                            | Ottavi                            | Ottavi                     | Ottavi | Ottavi |   |   | Quarti                          | Quarti                          | Quarti                          | Quarti | Quarti | Quarti | Quarti |  |
|  |                                   |                                   |                                   |                                   |            |            |            |  |  |                                   |                                   |                                   |                                   |                            |        |        |   |   |                                 |                                 |                                 |        |        |        |        |  |
|  |                                   |                                   |                                   |                                   |            |            |            |  |  | Ichiya Kumagae Seiichiro Kashio   | Ichiya Kumagae Seiichiro Kashio   | Ichiya Kumagae Seiichiro Kashio   | Ichiya Kumagae Seiichiro Kashio   | 6                          | 6      | 6      |   |   |                                 |                                 |                                 |        |        |        |        |  |
|  | Jean Washer Albert Lammens        | Jean Washer Albert Lammens        | Jean Washer Albert Lammens        | Jean Washer Albert Lammens        | 6          | 6          | 6          |  |  | Jean Washer Albert Lammens        | Jean Washer Albert Lammens        | Jean Washer Albert Lammens        | Jean Washer Albert Lammens        | 1                          | 4      | 4      |   |   |                                 |                                 |                                 |        |        |        |        |  |
|  | Jarl Malström Carl-Eric von Braun | Jarl Malström Carl-Eric von Braun | Jarl Malström Carl-Eric von Braun | Jarl Malström Carl-Eric von Braun | 2          | 4          | 3          |  |  |                                   |                                   |                                   |                                   |                            |        |        |   |   | Ichiya Kumagae Seiichiro Kashio | Ichiya Kumagae Seiichiro Kashio | Ichiya Kumagae Seiichiro Kashio | 6      | 6      | 4      | 6      |  |
|  | Ladislav Žemla-Rázný Karel Ardelt | Ladislav Žemla-Rázný Karel Ardelt | Ladislav Žemla-Rázný Karel Ardelt | Ladislav Žemla-Rázný Karel Ardelt | 6          | 6          | 6          |  |  |                                   |                                   | Brian Norton Louis Raymond        | Brian Norton Louis Raymond        | Brian Norton Louis Raymond | 3      | 2      | 6 | 3 |                                 |                                 |                                 |        |        |        |        |  |
|  | André Laloux François Laloux      | André Laloux François Laloux      | André Laloux François Laloux      | André Laloux François Laloux      | 2          | 4          | 4          |  |  | Ladislav Žemla-Rázný Karel Ardelt | Ladislav Žemla-Rázný Karel Ardelt | Ladislav Žemla-Rázný Karel Ardelt | Ladislav Žemla-Rázný Karel Ardelt | 1                          | 4      | 4      |   |   |                                 |                                 |                                 |        |        |        |        |  |
|  | Brian Norton Louis Raymond        | Brian Norton Louis Raymond        | Brian Norton Louis Raymond        | Brian Norton Louis Raymond        | 7          | 6          | 6          |  |  | Brian Norton Louis Raymond        | Brian Norton Louis Raymond        | Brian Norton Louis Raymond        | Brian Norton Louis Raymond        | 6                          | 6      | 6      |   |   |                                 |                                 |                                 |        |        |        |        |  |
|  | Manuel Alonso José Alonso         | Manuel Alonso José Alonso         | Manuel Alonso José Alonso         | Manuel Alonso José Alonso         | 3          | 5          | 0          |  |  |                                   |                                   |                                   |                                   |                            |        |        |   |   |                                 |                                 |                                 |        |        |        |        |  |

### Parte bassa

#### Sezione 3
|  | Sedicesimi                             | Sedicesimi                             | Sedicesimi                             | Sedicesimi                           | Sedicesimi | Sedicesimi | Sedicesimi |  |  | Ottavi                                 | Ottavi                                 | Ottavi                                 | Ottavi                               | Ottavi                      | Ottavi | Ottavi |   |   | Quarti                       | Quarti                       | Quarti                       | Quarti | Quarti | Quarti | Quarti |  |
|  |                                        |                                        |                                        |                                      |            |            |            |  |  |                                        |                                        |                                        |                                      |                             |        |        |   |   |                              |                              |                              |        |        |        |        |  |
|  | George Dodd Cecil Blackbeard           | George Dodd Cecil Blackbeard           | George Dodd Cecil Blackbeard           | George Dodd Cecil Blackbeard         | 6          | 10         | 6          |  |  |                                        |                                        |                                        |                                      |                             |        |        |   |   |                              |                              |                              |        |        |        |        |  |
|  | Alfred Beamish Gordon Lowe             | Alfred Beamish Gordon Lowe             | Alfred Beamish Gordon Lowe             | Alfred Beamish Gordon Lowe           | 1          | 8          | 3          |  |  | George Dodd Cecil Blackbeard           | George Dodd Cecil Blackbeard           | George Dodd Cecil Blackbeard           | George Dodd Cecil Blackbeard         | 6                           | 6      | 9      |   |   |                              |                              |                              |        |        |        |        |  |
|  | Jean-Pierre Samazeuilh Daniel Lawton   | Jean-Pierre Samazeuilh Daniel Lawton   | Jean-Pierre Samazeuilh Daniel Lawton   | Jean-Pierre Samazeuilh Daniel Lawton | 6          | 6          | 6          |  |  | Jean-Pierre Samazeuilh Daniel Lawton   | Jean-Pierre Samazeuilh Daniel Lawton   | Jean-Pierre Samazeuilh Daniel Lawton   | Jean-Pierre Samazeuilh Daniel Lawton | 3                           | 0      | 7      |   |   |                              |                              |                              |        |        |        |        |  |
|  | Eugène Grisar Maurice van den Bemden   | Eugène Grisar Maurice van den Bemden   | Eugène Grisar Maurice van den Bemden   | Eugène Grisar Maurice van den Bemden | 4          | 3          | 3          |  |  |                                        |                                        |                                        |                                      |                             |        |        |   |   | George Dodd Cecil Blackbeard | George Dodd Cecil Blackbeard | George Dodd Cecil Blackbeard | 6      | 4      | 4      | 5      |  |
|  |                                        |                                        |                                        |                                      |            |            |            |  |  |                                        |                                        | Max Décugis Pierre Albarran            | Max Décugis Pierre Albarran          | Max Décugis Pierre Albarran | 3      | 6      | 6 | 7 |                              |                              |                              |        |        |        |        |  |
|  |                                        |                                        |                                        |                                      |            |            |            |  |  | Max Décugis Pierre Albarran            | Max Décugis Pierre Albarran            | Max Décugis Pierre Albarran            | 6                                    | 3                           | 6      | 6      |   |   |                              |                              |                              |        |        |        |        |  |
|  | Eduardo Flaquer Enrique de Satrústegui | Eduardo Flaquer Enrique de Satrústegui | Eduardo Flaquer Enrique de Satrústegui | 7                                    | 6          | 1          | 6          |  |  | Eduardo Flaquer Enrique de Satrústegui | Eduardo Flaquer Enrique de Satrústegui | Eduardo Flaquer Enrique de Satrústegui | 2                                    | 6                           | 0      | 4      |   |   |                              |                              |                              |        |        |        |        |  |
|  | Victor de Laveleye Stéphane Halot      | Victor de Laveleye Stéphane Halot      | Victor de Laveleye Stéphane Halot      | 5                                    | 3          | 6          | 4          |  |  |                                        |                                        |                                        |                                      |                             |        |        |   |   |                              |                              |                              |        |        |        |        |  |

#### Sezione 4
|  | Sedicesimi | Sedicesimi | Sedicesimi | Sedicesimi | Sedicesimi | Sedicesimi | Sedicesimi |  |  | Ottavi                                   | Ottavi                                   | Ottavi                                   | Ottavi                                   | Ottavi                                   | Ottavi | Ottavi |   |   | Quarti                    | Quarti                    | Quarti                    | Quarti | Quarti | Quarti | Quarti |  |
|  |            |            |            |            |            |            |            |  |  |                                          |                                          |                                          |                                          |                                          |        |        |   |   |                           |                           |                           |        |        |        |        |  |
|  |            |            |            |            |            |            |            |  |  | Noel Turnbull Max Woosnam                | Noel Turnbull Max Woosnam                | Noel Turnbull Max Woosnam                | Noel Turnbull Max Woosnam                | 6                                        | 6      | 6      |   |   |                           |                           |                           |        |        |        |        |  |
|  |            |            |            |            |            |            |            |  |  | František Týř Otto Woffek                | František Týř Otto Woffek                | František Týř Otto Woffek                | František Týř Otto Woffek                | 1                                        | 2      | 3      |   |   |                           |                           |                           |        |        |        |        |  |
|  |            |            |            |            |            |            |            |  |  |                                          |                                          |                                          |                                          |                                          |        |        |   |   | Noel Turnbull Max Woosnam | Noel Turnbull Max Woosnam | Noel Turnbull Max Woosnam | 6      | 6      | 6      | 6      |  |
|  |            |            |            |            |            |            |            |  |  |                                          |                                          | Giovanni Balbi di Robecco Cesare Colombo | Giovanni Balbi di Robecco Cesare Colombo | Giovanni Balbi di Robecco Cesare Colombo | 2      | 8      | 1 | 3 |                           |                           |                           |        |        |        |        |  |
|  |            |            |            |            |            |            |            |  |  | Giovanni Balbi di Robecco Cesare Colombo | Giovanni Balbi di Robecco Cesare Colombo | Giovanni Balbi di Robecco Cesare Colombo | 6                                        | 7                                        | 3      | 6      |   |   |                           |                           |                           |        |        |        |        |  |
|  |            |            |            |            |            |            |            |  |  | Charles Simon Hans Syz                   | Charles Simon Hans Syz                   | Charles Simon Hans Syz                   | 3                                        | 5                                        | 6      | 4      |   |   |                           |                           |                           |        |        |        |        |  |